# Rue de l'Aiguillerie (Montpellier)
Pour les articles homonymes, voir Rue de l'Aiguillerie.
La rue de l'Aiguillerie est une voie de la commune de Montpellier, dans le département de l'Hérault en région Occitanie.

## Situation et accès
C'est une artère commerçante située en zone piétonne dans l'Écusson de Montpellier.
À son extrémité Sud, elle rejoint la place Jean-Jaurès et la rue de la Loge. On y trouve des bars, des magasins alternatifs, écologiques et de cultures étrangères.
Le samedi 23 mai 2020, un mouvement de protestation concernant la lutte dite de "l’anti Airbnb" donne lieu à 7 interpellations lors d’une manifestation non autorisée, impliquant plus d’une soixantaine de riverains.

## Origine du nom
L'origine est la même que celle de l'ancienne rue de Paris du même nom. Il fait référence aux "aiguillers" qui y étaient autrefois établis.  A Montpellier les aiguillers ont disparu mais le nom de Rue de l'Aiguillerie est resté.